# Охтинский проезд
О́хтинский проезд — улица (проезд) на севере Москвы, в микрорайоне Новосёлки Молжаниновского района Северного административного округа.
Сокращённое название проезда: Охтинский пр-д, написание при транслитерации — Ohtinskij proezd. Код ОКАТО: 45277584000. Код ОКТМО: 45343000.

## Названия
До 1986 года имел название Школьный проезд, и находился в деревне Новодмитровка (ныне микрорайон), которая в 1984 году вошла в состав Москвы, в Ленинградский район, а название проезду дано по реке Охта, крупнейшему правому притоку реки Нева, частично протекающей на северо-востоке тогдашнего Ленинграда, хотя Школьного проезда в Москве не было и нет.

## Описание
Охтинский проезд начинается от Ленинградского шоссе, проходит перпендикулярно от него около 342 метров и соединяется с 4-й улицей Новосёлки. К нему примыкают Гатчинская улица (слева), 2-я улица Новосёлки (слева) и Охтинская улица (справа).
На Охтинском проезде расположены дома (нумерация со стороны Ленинградки): № 1; № 3; № 4; № 5; № 6; № 8.
На улице, по всей её длине, ориентировочно 342 метра (в 1985 году длина улицы была 280 метров, ширина — 16 метров), отсутствуют: тротуары, велосипедные дорожки, пешеходные переходы, велосипедные парковки, стелы пешеходной навигации и частично освещение. На улице расположен по почтовому адресу:
- Охтинский проезд, дом № 6 — Отдельный пост пожарной части № 41;
- Охтинский проезд, дом № 8 — Участковый пункт полиции, ранее Библиотека-филиал № 245 (временно не работает[6]).

## Транспорт

### Автобусные маршруты
По Охтинскому проезду не проходят маршруты общественного транспорта, но в непосредственной близости от улицы проходит Ленинградское шоссе, где находятся остановки «Платформа Молжаниново», где останавливаются автобусные маршруты Мосгортранс и Мострансавто № 13, 30, 350, 400, 440, 465, 484, 817, 851, 865.

### Железнодорожный транспорт
В 350 метрах находится платформа Молжаниново Ленинградского направления Октябрьской железной дороги.